# 斯維亞托申站
斯維亞托申站（羅馬化：Sviatoshyn,  （ⓘ））是基輔地鐵斯維亞托申-布羅瓦雷線的一個車站。斯維亞托申站開通於1971年11月5日，站名取自於基輔的斯維亞托申區。斯維亞托申站是一個淺層地下站。

## 外部連結
- Kyivsky Metropoliten – Station description and photographs （乌克兰語）
- Metropoliten.kiev.ua – Station description and photographs （俄文）
- Mirmetro.net （页面存档备份，存于） - Description and photos.（俄文）